# フレデリック・ウィリアム・ヴァンダービルト
フレデリック・ウィリアム・ヴァンダービルト（Frederick William Vanderbilt、1856年2月2日 - 1938年6月29日）はアメリカ合衆国の高名なヴァンダービルト家の一族。ニューヨーク・セントラル鉄道の取締役を61年間務め、ピッツバーグ・アンド・レイク・エリー鉄道とシカゴ・アンド・ノース・ウェスタン鉄道の重役も務めた。

## 経歴
ウィリアム・ヘンリー・ヴァンダービルトの息子であるフレデリック・ウィリアムは1876年、イェール大学シェフィールド科学学校を卒業し、1902年には同校に50万ドルを寄付した。
1878年、父ダニエルと母ソフィア、トランスの娘でいとこのルイズ・ホームズ・アンソニー・トランスと結婚。ルイズの母方の祖父はコーネリアス・ヴァンダービルトで父方の祖父はモントリオールの邸宅セント=アントワン・ホールを所有するジョン・トランス。子はいなかったが甥や姪ととても親しくしていた。1938年6月29日に亡くなった。

## 遺産
ニューヨーク市5番街450番地、ロードアイランド州ニューポートのラフ・ポイント、メイン州バー・ハーバーのソノギー、アディロンダック山地のセント・レギス湖畔のパイン・ツリー・ポイント、ヴァンダービルト国立歴史邸宅として現在アメリカ合衆国国立公園局の管轄になっているニューヨーク州ハイド・パークにあるハイド・パークを転々とした。1896年、甥のトーマス・H・ハワードのために近所にハワード邸および馬車小屋を建てた。
彼は亡くなるまでマンハッタンのアール・デコ建築の象徴であった40番通り東10番地の所有者であった。またウォーリアーという名のヨットも所有していた。彼は現在シリマン・カレッジとなっている寮からヴァンダービルト・ホール、フェルプス・ホール、ザ・メゾン、スローン・アンド・オズボーン研究所、彼の秘密結社であったセント・アンソニー・ホールまで数々の現存する建造物を建築家チャールズ・C・ヘイトに委託しイェール大学キャンパス内に建てた。